# Álvaro Hodeg
Álvaro José Hodeg Chagüi (n.16 de setembro de 1996, Montería, Córdoba) é um ciclista profissional colombiano. Actualmente corre como ciclista profissional da equipa belga de categoria UCI World Team a Deceuninck-Quick Step.

## Palmarés
2016
- 3 etapas da Volta a Chiriquí[1]

2017
- 1 etapa da Volta ao Vale do Cauca[2]
- 1 etapa do Tour do Porvenir

2018
- Handzame Classic
- 1 etapa da Volta a Catalunha
- 1 etapa da Volta a Polónia
- 1 etapa da Volta a Alemanha
- 1 etapa da Volta a Turquia

2019
- 1 etapa do Tour Colombia

## Equipas
- Coldeportes Claro (2015-2016)
- Coldeportes Zenú (2017 até 31/07)
- Quick Step (2017 desde 01/08-)
  - Quick-Step Floors (2017-2018)
  - Deceuninck-Quick Step (2019)